# Frank van Eijs
Frank van Eijs (* 2. November 1971 in Stein) ist ein ehemaliger niederländischer Fußballspieler, der im Laufe seiner Karriere in acht Ländern unter Vertrag stand.

## Karriere
Frank van Eijs begann seine Aktivenkarriere beim Amateurklub RKVV IVS in Stein. Nach Engagements bei Fortuna Sittard und dem RKFC Lindenheuvel spielte er im belgischen Amateurfußball zunächst bei CS Mechelen-Aan-De-Maas und die folgende Saison bei RC Mechelen. Es folgte ein Probetraining beim englischen Profiklub Oxford United, bevor er in die Niederlande zurückkehrte und beim FC Vinkenslag spielte. 
1999 absolvierte der Innenverteidiger ein erfolgreiches Probetraining beim schottischen Erstligisten FC Dundee und kam in der Saison 1999/2000 zu 16 Ligaeinsätzen. In seinem zweiten Jahr bei Dundee wurde er von Spielertrainer Ivano Bonetti nicht mehr berücksichtigt und verließ den Klub nach Auslaufen seines Vertrags im Mai 2001.
Nach wenigen Wochen beim deutschen Regionalligisten Rot-Weiss Essen kehrte er für kurze Zeit zu TOP Oss in die Niederlande zurück, bevor ihn sein nächstes Engagement zum chinesischen Erstligisten Qingdao führte. 2003 kehrte er nach Europa zurück und spielte in Deutschland für den SV Meppen in der Oberliga Niedersachsen/Bremen.
Im Oktober 2004 stieß van Eijs zum abstiegsgefährdeten deutschen Oberligisten Borussia Freialdenhoven, verließ den Klub aber nach fünf Einsätzen zum Jahresende wieder und wechselte nach Vietnam zu Hà Nội ACB. Bereits im März 2005 unterschrieb er einen Vertrag beim neuseeländischen A-League-Klub New Zealand Knights. Nach einer desaströsen ersten Saison, in der nur sechs Punkte aus 21 Spielen zu Buche standen, wurde er in der Spielzeit 2006/07 kaum mehr berücksichtigt und verließ den Klub nach der Hälfte der Saison. Nach seiner Rückkehr in die Niederlande war er noch für den Amateurklub FC Vinkenslag aktiv.